# 戈羅希夫卡 (洛佐瓦區)
49°13′1″N 36°29′56″E / 49.21694°N 36.49889°E
霍羅希夫卡（烏克蘭語：Горохівка）是位於烏克蘭東部的村莊，由哈爾科夫州洛佐瓦區的洛佐瓦市鎮負責管轄。該村始建於1851年，面積0.2平方公里，海拔高度161米，2001年人口2，人口密度每平方公里9.95人。